# تشاونسي بيلي
تشاونسي بيلي (بالإنجليزية: Chauncey Bailey) هو كاتب العمود وصحفي أمريكي، ولد في 20 أكتوبر 1949 في أوكلاند في الولايات المتحدة، وتوفي بنفس المكان في 2 أغسطس 2007.